# Новосёловка (Витовский район)
Новосёловка (укр. Новоселівка) — село в Витовском районе Николаевской области Украины.
Основано в 1932 году. Население по переписи 2001 года составляло 497 человек. Почтовый индекс — 57233. Телефонный код — 512. Занимает площадь 0,624 км².

## Местный совет
57232, Николаевская обл., Витовский р-н, пгт Первомайское, ул. Юбилейная, 9, тел.: 283-1-59